# Drosophila neocardini
Drosophila neocardini är en tvåvingeart som beskrevs av Streisinger 1946. Drosophila neocardini ingår i släktet Drosophila och familjen daggflugor.
Artens utbredningsområde är Colombia och Brasilien.